# Den nya människan (film, 2007)
Den nya människan är en svensk-finsk dramafilm från 2007 i regi av Klaus Härö.

## Handling
Filmen skildrar Gertrud, en stark och levnadsglad 17-åring, och hennes kollision med det svenska välfärdssamhällets krav om anpassning i början av 50-talet.

## Om filmen
Den nya människan är baserad på verkliga händelser.
Filmen premiärvisades 23 februari 2007. Filmen tar upp den svenska tvångssteriliseringen av 63 000 människor under åren 1934–1976. 

## Rollista (i urval)
- Julia Högberg – Gertrud
- Maria Lundqvist – Solbritt
- Christoffer Svensson – Axel
- Lo Kauppi
- Ellen Mattsson
- Anna Littorin
- Ann-Sofie Nurmi – Alba
- Nadja Mirmiran
- Tobias Aspelin – Dr Berg
- Linda Kulle – Syster Ingrid